# Carlota Petchamé
Carlota Petchamé Bonastre  (nacida el 25 de junio de 1990 en Matadepera, Barcelona) es una jugadora de hockey sobre hierba española. Disputó los Juegos Olímpicos de Río de Janeiro 2016 con España, obteniendo un octavo puesto y diploma olímpico. Es prima de las también jugadoras internacionales Berta Bonastre y Silvia Bonastre.

## Participaciones en Juegos Olímpicos
- Río de Janeiro 2016, puesto 8.
- Tokio 2020, puesto 7.